# 455
455（四百五十五、四五五、よんひゃくごじゅうご）は、自然数、また整数において、454の次で456の前の数である。

## 性質
- 455は合成数であり、約数は 1, 5, 7, 13, 35, 65, 91, 455 である。自身を除く約数の和は217であり不足数。
  - 約数の和は672。
    - 約数の和が倍積完全数672となる5番目の数である。1つ前は446、次は501。
    - 約数の和が倍積完全数となる13番目の数である。1つ前は446、次は501。
- 55番目の楔数である。1つ前は442、次は465。
- 455 = 1 + 3 + 6 + 10 + 15 + 21 + 28 + 36 + 45 + 55 + 66 + 78 + 91
  - 13番目の三角錐数である。1つ前は364、次は560。
  - 455 = 12 + 32 + 52 + 72 + 92 + 112 + 132。
    - 連続奇数の平方和とみたとき1つ前は286、次は680。
    - 7連続奇数の和とみたとき最小、次は679。(負の数も含めると1つ前は287)
- 1/455 = 0.00219780… (下線部は循環節で長さは6)
  - 逆数が循環小数になる数で循環節が6になる62番目の数である。1つ前は448、次は462。
- 各位の和が14になる31番目の数である。1つ前は446、次は464。
- 各位の立方和が314になる最小の数である。次は545。(オンライン整数列大辞典の数列 A055012)
  - 各位の立方和が n になる最小の数である。1つ前の313は123355、次の315は1455。(オンライン整数列大辞典の数列 A165370)
- 455 = 83 − 82 + 8 − 1
  - n = 8 のときの n3 − n2 + n − 1 の値とみたとき1つ前は300、次は656。(オンライン整数列大辞典の数列 A062158)
- 455 = 242 − 121
  - n = 24 のときの n2 − 112 の値とみたとき1つ前は408、次は504。(オンライン整数列大辞典の数列 A132764)

## その他 455 に関連すること
- 西暦455年
- 国鉄455系電車は日本国有鉄道の直流及び交流50Hz電化区間向け急行形電車。